# نضال السبع
نضال السبع لقبه أبو كريم باحث في الشان السياسي  ، من مواليد طرابلس، لبنان 1 يناير 1971 ، هو الابن الأصغر لسعيد السبع القيادي المؤسس في منظمة التحرير الفلسطينية ، التحق بالمدرسة الإنجيلية في مدينة طرابلس ، ثم انتقل لمدرسة داوود كرم وأنهى تعليمه الثانوي منها، وفي بداية عام 2000 رشّحه المفكر العربي أحمد صدقي الدجاني لعضوية المؤتمر القومي العربي ، لعب دورا في الازمة السورية التي اندلعت عام 2011 من خلال صياغة ورقة الحل السياسي التي عرفت بالنقاط الثماني والتي اعتُمدت من قبل المجتمع الدولي ، وكانت أساس مؤتمر جنيف 2 للسلام في سوريا كما ساهم بمبادرة الكيماوي

## حياته ونشأته

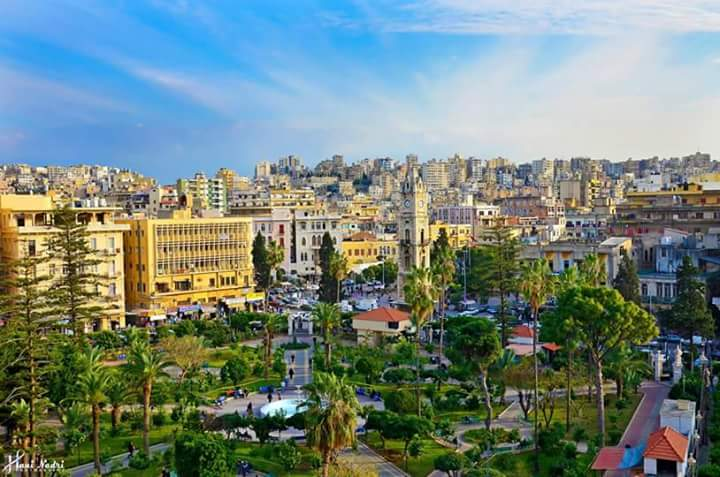
حديقة البلدية في طرابلس " المنشية "

ولد في 1 يناير 1971 بمدينة طرابلس على ساحل البحر الأبيض المتوسط، ونظرا لتعلّق والده بالحالة الناصرية التي كان يمثّلها جمال عبد الناصر ، أطلق عليه والده اسم جمال تيمّنا، وأرسل برقية إلى ابن خاله الشهيد أبو علي إياد يعلمه بالمولود الجديد وأنه أطلق عليه اسم جمال ، فما كان من أبو علي إياد إلا أن ان كتب على نفس البرقية تعازينا للخال العزيز سعيد السبع بوفاة جمال عبد الناصر برجاء تسمية المولود نضال فقام والده بتعديل الاسم إلى نضال وهو يعني الجهاد أو الكفاح الفلسطيني الذي كان سائدا في بداية السبعينات

## دوره كوسيط
في منتصف عام 2011 ، أي بعد شهرين على اندلاع الأزمة السورية، التقى نضال السبع مع المعارض السوري رجاء الناصر في بيروت على هامش اجتماع المؤتمر القومي العربي، لبحث إمكانية الوصول إلى حل سياسي ينهي الأزمة في سوريا، بعدها زار كريم بقرادوني ونضال السبع دمشق لِلقاء المنسّق العام لهيئة التنسيق حسن عبد العظيم في دمشق، ثم توسعت الدائرة لتضم رئيس تيار بناء الدولة، لؤي حسين والدكتورة منى غانم وزيرة شؤون الأسرة سابقاً وأمينة سر تيار بناء الدولة، كان محمود عباس في جو هذه الاتصالات من خلال نضال السبع الذي كان يتردد إلى دمشق تحت غطاء بحث الملف الفلسطيني.
```
فيديو وثائقي كلمة السر - الرئيس الوسيط - الجزء الأول
```

كان هدف هذه الاتصالات بلورة مشروع سياسي للحل وإقامة جبهة سياسية عريضة تضم هيئة التنسيق
وتيار بناء الدولة لتشكيل نواة صلبة وتوسيع هامش المعارضة. تزامن ذلك مع فتح قناة اتصال بين لؤي حسين والشيخ معاذ الخطيب رئيس «الائتلاف السوري المعارض» يومها. ساهمت الاتصالات بإقناع الخطيب بالمجاهرة للحوار مع النظام. كما أن محمود عباس كان على تواصل مع منسق هيئة التنسيق في المهجر هيثم المناع.
توالت خطوات معارضة الداخل لتشكيل نواة صلبة للمعارضة السورية، وإقناع معارضة الخارج بتوسيع النواة والاتجاه نحو حل سياسي تفاوضي. في تلك الفترة عقد في جنيف «مؤتمر جنيف للمعارضة الديمقراطية السورية» يومي 28 و‌29 يناير 2013، لتوحيد المعارضة السورية حول رؤية مشتركة ثم أعقبه اجتماع «الحلف المدني الديمقراطي» في فرنسا يومي 2و3 مارس 2013. صاغ الحلف الديمقراطي مبادرة تفيد بقبوله «عدم وضع شروط مسبقة للحوار مع النظام السوري »، لكنه أضاف «ضرورة أن يكون للحوار عنوان واضح هو الدخول في مرحلة انتقالية، اعتماداً على بيان جنيف 1 والوصول، عبر التفاوض، إلى حكومة انتقالية بصلاحيات كاملة وانتخاب رئيس جديد لسوريا».
تلقّى نضال السبع نسخة من البيان الختامي. ناقشها مع كريم بقرادوني. تبيّن أن فيها الكثير من النقاط الإيجابية التي يحتمل أن يوافق عليها النظام السوري. صيغت من البيان ثماني نقاط وحملها نضال السبع إلى دمشق يوم 7 مارس 2013. قاصدا رئيس جهاز الأمني القومي اللواء علي مملوك. وعرض عليه الورقة، استفسر منه المملوك عن قيمة الورقة دوليا، فأبلغه السبع أن محمود عباس بصدد القيام بزيارة إلى موسكو يوم 11 مارس 2013 للقاء الرئيس فلاديمير بوتين وهو عازم على طرح ورقة النقاط الثماني عليه في حال موافقتكم عليها، كما أن هناك زيارة مقررة للرئيس باراك أوباما إلى رام الله يوم 20 مارس 2013، ومن المفترض بحث ملف المفاوضات الفلسطينية الإسرائيلية، وسوف يستغل أبو مازن هذه الزيارة من أجل إقناع الرئيس الأميركي بجدوى الحل السياسي عبر اعتماد ورقة النقاط الثماني، جرى بحث في الاحتمالات على مدى ثلاثة أيام، ثم جاء الجواب من الرئيس السوري بشار الاسد : «الورقة جيدة، ولكن الحكومة السورية تتحفّظ عن بند الحكومة بصلاحيات واسعة، كما يحق للرئيس بشار الأسد أن يترشح في أي انتخابات رئاسية جديدة». نصح المسؤول السوري، كذلك، بضرورة أن يشدد « أبو مازن» خلال لقاءاته الدولية على دور تنظيم « القاعدة» وتنامي الارهاب في سوريا.
عند عودته من سوريا اتصل نضال السبع مع الدكتورة منى غانم التي توقّفت عند التحفظات السورية. واستهجنت، بداية، صياغة البنود الثمانية، وسألت من أين جاءت. أبلغها السبع أنها خُلاصة بيان الحلف المدني الديمقراطي في فرنسا. قالت: «إننا متمسّكون بنقاط البيان كما هي، بما فيها ما يتعلق بالصلاحيات والرئيس».
- فيديو وثائقي كلمة السر - الرئيس الوسيط - الجزء الأول

## الاتصالات الدولية
سجّل نضال السبع التحفظات من كلا الطرفين الحكومة السورية والمعارضة وأرسل ورقة النقاط الثماني ببنودها وتحفظّاتها إلى الرئيس محمود عباس يوم 11 مارس 2013. ذهب بعدها أبو مازن إلى موسكو، وقدّم الورقة إلى الرئيس الروسي. اهتم فلاديمير بوتين بالاقتراحات. وسّع الاجتماع ليضم كلاً من وزير الخارجية سيرغي لافروف ونائبه ميخائيل بوغدانوف بوصفهما المكلفين من الكرملين بمتابعة ملف الازمة السورية.
عاد عباس من موسكو ليستقبل بعد إسبوع، وتحديداً يوم 20 مارس 2013 الرئيس الأميركي باراك أوباما في رام الله. قال له أبو مازن: «هذه ورقة تحوز بالحد الأدنى على موافقة كل الأطراف». توقّف أوباما عند تحفظات الحكومة السورية على بندي المعارضة بخصوص الصلاحيات وعدم ترشح الاسد. سارع عباس للنصح بتجاوز الشروط المسبقة. قال: «ليطرح هذا الموضوع للتفاوض في جنيف 2 ، فحين نذهب للتفاوض يجب أن لا نُحدد ما يجب أن نختلف أو نتفق عليه مسبقاً».
قال أوباما إن من الصعب القبول بترشح الاسد، فردّ أبو مازن : «لنعتبر أن المواطن السوري بشار حافظ الأسد يريد الترشح، كيف ستمنعه؟ لننتظر ماذا تقول نتائج صندوق الانتخاب». بدا أوباما موافقاً على تجاوز هاتين النقطتين.
بعد هذا الاجتماع تبيّن أن ورقة النقاط الثماني. صارت مادة جيدة لـ «جنيف 2». نوقشت في لقاء وزيري خارجية روسيا والولايات المتحدة.

## مبادرة الكيماوي
في الرابع من أيلول 2013، وفيما كانت مخاطر التدخلات العسكرية الخارجية تلقي بظلالها على سوريا، اتصل رجاء الناصر، أمين سر هيئة التنسيق، هاتفياً، بنضال السبع، طالباً موعداً عاجلاً مع السفير الروسي في لبنان الكسندر زاسبيكين. حُدّد الموعد بعد يومين. وصل رجاء الناصر
والسبع إلى السفارة الروسية في بيروت، تبعهما حسن عبد العظيم المنسق العام لهيئة التنسيق الوطنية لقوى التغيير الديمقراطي المعارضة قادماً بسيارة أجرة من دمشق.
عُرض خلال الاجتماع اقتراح ينص على أن تضع الحكومة السورية ترسانتها الكيميائية في عهدة خبراء روس، على أن تستعيدها بعد حل الأزمة بناء على جنيف 2.
نوقش اقتراح من ثلاثة بنود: أوّلها التخلي عن الترسانة الكيميائية، وثانيها عقد جلسة عاجلة لـ جنيف 2، وثالثها وقف لإطلاق النار. قال السفير الروسي الذي يعمل نجله كأبرز مساعدي ميخائيل بغدانوف : «هذا يفترض عقد جنيف 2 خلال شهرين. هل تكون المعارضة السورية جاهزة في غضون هذه الفترة؟». ردّ الحاضرون: «نعم».
اقترح السفير الروسي الكسندر زاسبيكين أن يصبح الاقتراح مشروع مبادرة حل للكيميائي تعلنه هيئة التنسيق (المعارضة السورية) فتتبنّاه الحكومة الروسية وتقدّمه على أنه مبادرة دولية. غادر وفد الهيئة بيروت إلى مصر للمشاركة في «مؤتمر لنصرة سوريا» بدعوة من حمدين صباحي.
بعد أقل من 24 ساعة، أي في 7 أيلول، اتصل السفير الروسي بالوسيط نضال السبع. كانت الساعة تشير إلى السابعة صباحاً. قال له «إن وزير الخارجية الروسي سيرغي لافروف يشارك في قمة العشرين، وهو موجود معي على الخط، ويريد صياغة المبادرة حول الكيميائي من هيئة التنسيق. لا بد من أن يعلنوها». اتصل نضال السبع برجاء الناصر  الذي أرسل المبادرة إلى بريده الإلكتروني. تبيّن أن مرسلها هو هيثم مناع نائب رئيس هيئة التنسيق في المهجر.
كانت المفاجأة أن بنداً رابعاً قد أُضيف إلى المبادرة يشدّد على إنشاء حكومة انتقالية موسّعة الصلاحيات. كما تبيّن أن الإضافة جاءت من قِبل المجلس التنفيذي في هيئة التنسيق.
في التاسع من أيلول 2013، وصل وزير الخارجية السوري وليد المعلم  إلى موسكو وبرفقته فيصل مقداد نائب وزير الخارجية و‌بثينة شعبان مستشارة الرئيس بشار الاسد ليُعلن المعلم، بعد ساعة واحدة من اجتماعه سيرغي لافروف، الموافقة على الحل الكيميائي  بحسب الصيغة التي أنتجتها المداولات الدولية لاحقاً.
كان محمود عباس  قد أبلغ قناة اتصاله، بعد تسلّمه ورقة هيئة التنسيق حول الحل الكيميائي، أن الفكرة في طريقها إلى أن تتخذ بُعداً دولياً، بحيث تتم إعادة إنتاجها على نحو ينزع فتيل هذه الأزمة، ويشكّل في الوقت عينه، مدخلاً إلى عقد جنيف 2. وقال إنه هو نفسه يسعى إلى تمريرها حيث يستطيع مع قادة الدول الذين يلتقي بهم.

### رسالة هيثم مناع
هيئة التنسيق الوطنية لقوى التغيير الديمقراطي
خطوات لقطع الطريق أمام التدخل العسكري
بناء على مداولات المكتب التنفيذي  والبيان الصحفي الصادر عن الاجتماع بتاريخ 2013/8/31، ونظراً للظروف الخطيرة والمتمثّلة باستخدام السلاح الكيماوي وتصاعد أعمال العنف مما يهدّد وحدة البلاد ويساهم في خلق أجواء تندفع من خلالها التهديدات الخارجية بالتدخّل العسكري، ولقطع الطريق على مثل تلك التداعيات، تقترح هيئة التنسيق الوطنية الخطوات التالية:
1. يتم توافق دولي سوري على وضع السلاح الكيماوي بإشراف مباشر من روسيا الاتحادية، ويسلّم بعد تشكيل حكومة انتقالية إلى السلطات السورية الرسمية آنذاك.
2. يتم الاتفاق على عقد جلسة عاجلة لمؤتمر جنيف 2 خلال أسابيع على قاعدة المبادئ التي تمَّ التفاهم عليها في جنيف1،[16] وبمشاركة قوى المعارضة الأساسية.
3. يكون وقف إطلاق النار المتزامن البند الأول على جدول أعمال مؤتمر جنيف ويترافق مع وضع آلية عملية له.
4. تُسَلم السلطة بشكل عاجل إلى حكومة انتقالية ذات صلاحيات كاملة وبرئاسة شخصية معارضة يتم التوافق عليها تأخذ على عاتقها إدارة البلاد والحفاظ على مؤسسات الدولة ووحدة المجتمع والتحضير للانتقال الديمقراطي.

دمشق
المكتب التنفيذي
أمين السر/ نائب المنسق العام في المهجر/ المنسق العام 

### تسجيلات يوتيوب
- قصة جنيف 2 - الجزء الأول
- قصة الكيماوي - الجزء الثاني